# Rocinela pukari
Rocinela pukari là một loài chân đều trong họ Aegidae. Loài này được Bruce miêu tả khoa học năm 2009.